# Ivar Mobekk
Ivar Mobekk, född  15 september 1959 i Elverum i Hedmark fylke, är en norsk tidigare backhoppare. Han representerade Elverum Idrettslag.

## Karriär
Ivar Mobekk vann en bronsmedalj i lagtävlingen i norska mästerskapen i Steinkjer 1979 tillsammans med lagkamraterna i Elverum Idrettslag. Han blev då uttagen till att tävla för norska landslaget och debuterade internationellt i världscupen i Zakopane i Polen 26 januari 1980. Han blev nummer två i sin första världscuptävling, bara slagen av hemmahopparen Stanisław Bobak. Dagen efter blev Mobekk nummer tre i samma backen, efter hemmahopparna Piotr Fijas och Bobak.
Två veckor efter världscupdebuten tävlade Mobekk i olympiska spelen 1980 i Lake Placid i USA. Han blev nummer 27 i normalbacken och nummer 24 i stora backen.
Mobekk tog två pallplaceringar till i världscupen efter OS-1988. Han blev nummer två i stora backen i Thunder Bay i Kanada 22 februari 1981, efter John Broman från USA, och i Saint-Nizier-du-Moucherotte i Frankrike, där han tog andraplatsen efter landsmannen Roger Ruud. Mobekk tävlade 4 säsonger i världscupen. Han blev som bäst nummer 9 sammanlagt säsongen 1980/1981. Mobekk blev norsk mästare i normalbacken 1981 i Eidsvoll. Han blev nummer 4 i sin sista världscuptävling, i Vikersundbacken 19 februari 1983.